# Пеканка, Алоис
Алоис Пеканка (нем. Alois Pecanka; 12 января 1927 — 7 июня 2018) — австрийский футболист, нападающий; хоккеист.

## Биография
Алоис Пеканка родился 12 января 1927 года.
В сезоне-1945/46 играл в чемпионате Австрии по хоккею за «Пост» из Вены.
Играл в футбол на позиции нападающего. В 1950—1951 годах выступал в чемпионате Австрии за венский «Винер Шпорт-Клуб», провёл 16 матчей, забил 9 мячей.
В сезоне-1951/52 защищал цвета венского «Фаворитена», сыграл 12 матчей, забил 2 гола.
В 1954—1958 годах выступал за «Зиммеринг», сыграл 92 матча, забил 33 мяча.
Умер 7 июня 2018 года.

## Семья
Старший брат — Йозеф Пеканка (1925—2015), германский и австрийский хоккеист на траве и футболист, тренер по футболу и хоккею на траве. Участник летних Олимпийских игр 1948 и 1952 годов как игрок, летних Олимпийских игр 1980 года как тренер.
Младший брат — Роберт Пеканка (1930—2013), австрийский хоккеист на траве, футболист и теннисист. Участник летних Олимпийских игр 1952 года.
Племянница — Элеонора Пеканка (в замужестве — Бендлингер; род. 1956), австрийская хоккеистка на траве. Участница летних Олимпийских игр 1980 года.
Племянница — Бригитта Пеканка (в замужестве — Зеди; род. 1959), австрийская хоккеистка на траве. Участница летних Олимпийских игр 1980 года.